# Wiedomys
Wiedomys és un gènere de rosegadors de la família dels cricètids. Les dues espècies vivents d'aquest grup són endèmiques de l'est del Brasil, mentre que l'espècie extinta vivia en allò que avui en dia és l'Argentina. Tenen una llargada de cap a gropa de 100–128 cm, la cua de 160–205 cm i un pes de fins a 40 g. El nom genèric Wiedomys significa ‘ratolí de Wied’ en llatí.